# Valeriana xiaheensis
Valeriana xiaheensis là một loài thực vật có hoa trong họ Kim ngân. Loài này được Lien C. Chiu miêu tả khoa học đầu tiên năm 1986.